# الأخفش الدمشقي
الأخفش الدمشقي هو هارون بن موسى بن شريك التغلبي أبو عبد الله، شيخ القراء بدمشق يعرف بالأخفش الدمشقي، كان قيما بالقراءات السبع عارفاً بالتفسير والنحو والمعاني والشعر، اشتهر بقراءة أهل الشام. وكان إماما صاحب فنون، وله تصانيف في القراءات والعربية، ارتحل إليه المقرئون كهبة الله بن جعفر، وأبي بكر النقاش، وإبراهيم بن عبد الرزاق، ومحمد بن أحمد الداجوني وغيرهم .